# Tegami ~Haikei Jūgo no Kimi e~
"Tegami ~Haikei Jūgo no Kimi e~" (手紙 ～拝啓 十五の君へ～? "Lettera ~Saluti dai 15 Anni~"), ottavo singolo di Angela Aki pubblicato il 17 settembre 2008.  Fu trasmesso in un programma, Minna no Uta nell'Agosto 2008 con alcune repliche. La canzone raggiunse il terzo posto all'Oricon Weekly Charts, vendendo più di 200 000 copie.
Il B-side Still Fighting It è una reinterpretazione in lingua giapponese dell'omonima canzone di Ben Folds, il testo è scritto in giapponese da Angela. Folds sentì la reinterpretazione di Angela al 2008 Fuji Rock Festival. Rimase impresso e la incontrò. Dopo questo, collaborarono nella canzone Black Glasses, nel successivo album di Angela, ANSWER.

## Tracce
1. Tegami ~Haikei Jūgo no Kimi e~ (手紙 ～拝啓 十五の君へ～? Lettera ~Saluti dai 15 Anni~)
2. Final Destination
3. Still Fighting It (Ben Folds Cover)
4. Tegami ~Haikei Jūgo no Kimi e~ String Version (手紙 ～拝啓 十五の君へ～ String Version? Lettera ~Saluti dai 15 Anni~ String Version)